# 宝盖镇 (衡南县)
宝盖镇，是中华人民共和国湖南省衡陽市衡南县下辖的一个乡镇级行政单位。

## 行政区划
宝盖镇下辖以下地区：
宝盖楼社区、樟树脚社区、宝盖村、皂田村、茶园村、散市村、盐合村、双田村、新城村、车陂村、泰益村、连鱼村、黄田村、桥头湾村、光华村、幸福村、福全村、双河口村、泉塘村、梅塘村、双园村、罗陂村、三口村、樟树村、横江村、良亭村、小泉村、龙丰村、高山村、泉山村、南涧村、网山村和良崇村。